# Фо, Мишель
Мишель Фо (фр. Michel Fau; род. 1964, Ажен, метрополия Франции) — французский актёр, комик и театральный режиссёр.

## Биография
Мишель Фо родился в 1964 году в Ажене (департамент Ло и Гаронна в Франции), от отца-часовщика и домохозяйки, которая воспитывала его четверых детей.  В 18 лет он покинул родной город для обучения в Национальной консерватории драматического искусства в Париже. Учился там с 1986 по 1989 год в классах Мишеля Буке, Жерара Дезарте и Пьера Виаля.
На театральной сцене Фо регулярно выступал во всех постановках Оливье Пи, работал также с Жаном Жиллибером, Жаком Вебером, Альбером Дюпонтель, Сандрин Киберлен, Гаспар Ульель, Жюли Депардье и др.
Кинодебют Мишеля Фо состоялся в фильме «Сирано де Бержерак», срежиссированному Жан-Полем Раппно в 1990 году. С тех пор снимается в кино нечасто, предпочитая работе в театре. Снимался у таких режиссёров как Альбер Дюпонтель, Доминик Молль, Оливье Пи, Софи Блонди, Франсуа Озон, Бенуа Жако, Ноэми Львовски.
В 1998 году актёр получил Приз Жерара Филиппа города Парижа за роль-монолог в «гиена» Кристиана Симеона.
В 2014 году Мишель Фо сыграл в постановке «Мизантроп» по Мольеру, за что был выдвинут на соискание «Премии Мольера» в двух категориях: «Лучший актёр» и «Лучший режиссёр».
В 2015 году актёр снялся вместе с Катрин Фро и Андре Марконом в драме Ксавье Джанноли «Маргарита» и получил за роль в этом фильме свою первую номинацию на премию «Сезар» в 2016 году в категории «Лучший актёр второго плана».
Мишель Фо ведет преподавательскую деятельность в Национальной консерватории драматического искусства в Париже и на Курсах Флоран.